# Nóvaia Xaràpovka
Nóvaia Xaràpovka (en rus: Новая Шараповка) és un poble de l'óblast d'Omsk, a Rússia, que en el cens del 2010 tenia 662 habitants. Pertany al districte rural de Mariànovka.